# قیس عیلان
قیس عیلان بزرگترین تیره قبائل مُضَر عدنانی است و به همراه تیره خِندِف، پیکره مجمع القبائل مضر را تشکیل می‌دهد. نیای تیره قیس عیلان، فردی بنام قیس عیلان و برادر الیاس بن مضر بود. الیاس و همسرش خندف صاحب نوادگان بسیاری شدند که با نام قبیله خندف شناخته می‌شود.
نام این تیره از نیای بزرگ آنان قیس عیلان بن الناس بن مُضَر بن نزار بن مَعَد بن عدنان گرفته شده‌است.
در وجه تسمیه او به عَیلان بین علماء نسب‌شناس عرب اختلاف است.
برخی عیلان را نام اسب او دانسته و برخی عیلان را نام برده‌ای می‌دانند که او را پرورش داد.طبق حدیثی، پیامبر اسلام هنگام ذکر نام قیس برای او ترحّم نموده و او را از پیروان آیین ابراهیم دانست.

## طوایف
برخی از مهم‌ترین قبائل قیس عیلان که به قبائل قیسی معروفند عبارتند از:
1. هوازن بن منصور بن عکرمه بن خَصَفَه بن قیس عیلان شامل قبائلی چون ثَقیف، بنی عامر، بنی هلال، بنی کعب، بنی سعد، بنی جُشَم، غَزِیّه و ….
2. غَطَفان بن سعد بن قیس عیلان شامل قبائلی چون اشجع و فزاره و بنی عبس و ذبیان بن ریث بن غطفان و ….
3. بنی سلیم بن منصور بن عکرمه بن خَصَفَه بن قیس عیلان
4. بنی فهم
5. بنی عدوان

## پی‌نوشت‌ها
1. ↑  المنتخب فی ذکر نسب قبائل العرب-المغیری[پیوند مرده]
2. ↑  لغت‌نامه دهخدا
3. ↑  ذکرت قیس عند رسول‌الله صلی الله علیه وسلم فقال رحم‌الله قیسا قیل یا رسول‌الله ترحم علی قیس قال نعم إنه کان علی دین أبینا إسماعیل بن إبراهیم خلیل‌الله یا قیس حی یمنا یا یمن حی قیسا إن قیسا فرسان الله فی الأرض والذی نفسی بیده لیأتین علی الناس زمان لیس لهذا الدین ناصر غیر قیس إنما قیس بیضة تفلقت عنا أهل البیت إن قیسا ضراء الله فی الأرض یعنی أسد الله
4. ↑  مجمع الزوائد-الهیثمی-۱۰/۵۲